# اسید فسفومولیبدیک
اسید فسفومولیبدیک (به انگلیسی: Phosphomolybdic acid) با فرمول شیمیایی H۳PMo۱۲O۴۰ یک ترکیب شیمیایی است. که جرم مولی آن ۱۸۲۵٫۲۵ g/mol می‌باشد. 